# Franz Ludwig von Salburg
Franz Ludwig Graf von Salburg (* 1689 in Augsburg; † 4. Juni 1758) war kaiserlicher Generalkriegskommissar. Er entstammte dem oberösterreichischen Adelsgeschlecht Salburg.

## Leben und Familie
Franz Ludwig war ein Sohn von Gotthard Heinrich Graf von Salburg († 30. Juli 1707 in Wien), Geheimrat und Hofkammer-Präsident, und dessen zweiter Ehefrau Maria Franziska Gräfin von Paar.
Franz Ludwig war von 1746 bis 1757 Generalkriegskommissar. 1732 bei der Erbhuldigung Kaiser Karl VI. war Graf Salburg oberster Erbland-Kuchelmeister von Österreich ob der Enns.
Am 30. November 1753 wurde er mit vier anderen Rittern in den Ritterorden vom Goldenen Vlies aufgenommen. Parallel zu seinen zivilen Karriere erhielt er wie seiner Zeit üblich auch militärische Ränge aber ohne eine Kommando. So wurde er 3. April 1734 Generalfeldwachtmeister, am 23. März 1739 Feldmarschall-Lieutenant, am 9. Juli 1745 General der Kavallerie sowie am 9. Juli 1754 sogar kaiserlicher Feldmarschall.
Franz Ludwig heiratete 1708 Maria Anna Gräfin von Kuefstein († nach 1750). Das Paar hatte keine männlichen Nachkommen. Der Fideikommiss ging an seinen Onkel Franz Ferdinand.